# Egejuru Godslove Ukwuoma
Egejuru Godslove Ukwuoma (ur. 4 grudnia 1986 w Lagos) – nigeryjski piłkarz, występujący na pozycji napastnika w klubie Dunaújváros PASE.